# 청송 장씨
청송 장씨(靑松 張氏)는 경상북도 청송군을 본관으로 하는 한국의 성씨이다. 시조 장영민(張英旼)은 안동 장씨의 시조 장정필 후손이며, 고려에서 중추원사를 지내며 공을 세워 청송군에 봉해졌다.

## 참고 자료
- “청송장씨(靑松張氏)”. 뿌리를 찾아서.[깨진 링크(과거 내용 찾기)]